# Tormento (pel·lícula)
Tormento és una pel·lícula espanyola de 1974, del gènere drama, dirigida per Pedro Olea, protagonitzada per Ana Belén, Javier Escrivá, Francisco Rabal, Concha Velasco, Rafael Alonso, Ismael Merlo, María Luisa San José, Amelia de la Torre i Milagros Leal en els papets principals.
Basada en la novel·la homònima de Benito Pérez Galdós, ha estat guanyadora de diversos premis.

## Argument
Amparo (Ana Belén) viu sota la semiesclavitud dels seus parents els Bringas (Rafael Alonso i Concha Velasco), una família de funcionaris. Ella i la seva germana (María Luisa San José), en canvi són pobres. Quan arriba d'Amèrica un parent ric, Agustín Caballero (Francisco Rabal), àcrata i no gaire acostumat a la vida social, es produeix una petita revolució a casa dels Bringas. Rosalía, l'esposa, desitja emparentar com sigui amb tan bon partit... però ell es fixarà en Amparo. Llàstima que aquesta tingui un fosc secret en el seu passat que ressuscita amb el retorn d'un capellà (Javier Escrivá) amb el qual va tenir certes relacions, i que no sembla resignat a deixar de tenir-les...

## Repartiment
- Ana Belén: Amparo
- Francisco Rabal: Agustín Caballero
- Javier Escrivá: Pedro Polo
- Concha Velasco: Rosalía de Bringas
- Rafael Alonso: Francisco de Bringas
- Ismael Merlo: Aita Nones
- María Luisa San José: Refugio
- Amelia de la Torre: Marcelina Polo
- Milagros Leal: Celedonia
- María Isbert: Prudencia
- José Cabal: Felipe
- María de las Rivas: Atezaina
- María Álvarez: Marta
- Juan C. Pérez: Alfonsito
- Mabel Ordóñez: Isabelita
- Pablo Miyar: Paquito

## Premis i nominacions
30a edició de les Medalles del Cercle d'Escriptors Cinematogràfics
| Categoria                  | Premiat        | Resultat   |
| -------------------------- | -------------- | ---------- |
| Millor actriu protagonista | Concha Velasco | Guanyadora |

- Guanyadora del Fotogramas de Plata al millor intèrpret de cinema espanyol per Concha Velasco.[3]
- Guanyadora de tres premis del Sindicat Nacional de l'Espectacle:[4]
  - Millor actriu de repartiment: Amelia de la Torre
  - Millor Música: Carmelo Bernaola
  - Millor estrella femenina: Concha Velasco
- Guanyadora del Premi a la Millor Pel·lícula en Llengua Espanyola en el Festival Internacional de Cinema de Sant Sebastià.[5]
- Guanyadora del Premi Sant Jordi a la Millor Interpretació en Pel·lícula Espanyola per a Concha Velasco.[6]